# Mahndorf (Halberstadt)
Mahndorf ist ein Ortsteil der Ortschaft Langenstein der Stadt Halberstadt im Landkreis Harz in Sachsen-Anhalt.

## Geografie und Verkehrsanbindung
Der Ort liegt westlich des Kernbereichs von Halberstadt an der Kreisstraße K 1324. Die B 81 verläuft unweit südlich und die B 79 östlich. Durch den Ort fließt die Holtemme.

## Geschichte
Am 30. September 1928 wurde der Gutsbezirk Mahndorf in eine Landgemeinde Mahndorf umgewandelt. Am 1. Dezember 1973 wurde die Gemeinde Mahndorf in die Gemeinde Langenstein eingemeindet. Am 1. Januar 2010 kam der Ortsteil Mahndorf zur neu errichteten Ortschaft Langenstein und gleichzeitig mit der Eingemeindung von Langenstein in Halberstadt als Ortsteil zur Stadt Halberstadt.

## Sehenswürdigkeiten

### Baudenkmale
In der Liste der Kulturdenkmale in Langenstein (Halberstadt) sind für Mahndorf vier Baudenkmale aufgeführt:
- Gutshof (Dorfstraße 5)
- Wichhäuser Mühle (Dorfstraße 29)
- Landhaus („Kahmannsmühle“, Mahndorfer Landstraße 1)
- Gutshaus („Herrenhaus derer von Löbbecke“; Mahndorfer Dorfstraße 23–28)[4]